# 屯田兵例則
屯田兵例則（とんでんへいれいそく）は、屯田兵設置の根拠となった規則。屯田憲兵例則ノ件として開拓長官黒田清隆が太政大臣三条実美に上申し、明治7年10月30日付けで承認された。正確には太政官達ではなく、後の法令全書には収録されていない。「明治史要」東京大学史料編纂所蔵版におさめる。1885年（明治18年）5月の屯田兵条例（太政官達）（北海道に徴兵令施行まで屯田兵をおく）の制定によって廃止された。

## 構成と解説

### 構成
屯田兵例則は、緒言、編制、検査、昇級、勤務、休暇、給助、諸官の職務、からなる。条文は「第何条」という表現をとらず、以下のように見出しと「一」の列挙で書かれている。
　　編制

一、屯田兵ハ徒歩憲兵ニ編制シ有事ニ際シテ速カニ戰列兵ニ轉スルヲ要ス

一、上下士官ノ數多キヲ以テ聯隊大隊ニ属スル列外人員ノ・・・

以下、例則の内容を解説する。（注意：逐条解説ではない）

### 編制
「屯田兵は徒歩憲兵に編制し有事に際して速かに戦列兵に転ずるを要す。」この条文に憲兵とあるように、屯田兵は平時に警備などの警察的任務を担うこともあった。しかし本務は農業による自活（政府にとっては経費節減）と戦時の兵備にあり、警察任務が重視されたわけではない。
例則にある編制は以下の通り。屯田兵は通常中隊単位で点々と置かれたので、この編制が一気に成立したわけではないし、後にもこの編制通りに完成したわけではなかった。士官と下士官の多くは平時に置かれず、戦時に他の部隊から転属する形で任命される。
- 連隊　計1672名
  - 准中佐（連隊長）　1名
  - 大隊　3個。1大隊は557名
    - 准少佐（大隊長）　1名
    - 会計方准少尉　1名
    - 医官　1名
    - 下副官准曹長　1名
    - 喇叭准伍長　1名
    - 中隊　2個。1中隊は276名
      - 准大尉（中隊長）　1名
      - 准曹長　1名
      - 小隊　2個。1小隊は137名
        - 准中尉（小隊長）
        - 喇叭卒　4名
        - 分隊　4個。1分隊は33名
          - 准少尉（分隊長）　1名
          - 准軍曹　　　　　　2名
          - 伍　6個。1伍は5名
            - 准伍長　1名
            - 兵卒　4名

### 検査
「年齢　十八歳乃至三十五歳身体強壮なる者」。

### 下士以下昇級法
下士官に欠員が生じたときに屯田兵から昇進して補充する道を設けるが、士官になる道について例則は触れない。しかし屯田兵は勤務期間が長いため、後には初期に入植した兵士の中から士官に昇進した者もあった。

### 勤務
有事に際してはまず小隊ごとに事前に定められた場所に集合し、さらに全体が適当な一定の地に集合する。憲兵的な任務については、災害救援のほか特に細目を定めず、開拓長官が適宜に処分する。一か月に一度武器を検査する。十二月より四月にいたる農事の間に、演習経験がない「生兵」は、中隊または大隊ごとに集まって「小隊散兵射的の演習」を一通り行なわなければならない。一度この演習を経たものは時々復習するだけでよい。

### 休暇
略。

### 諸給与及貸渡器械定則
支給される武器は、兵のものではなく、官物である。給与品は、移住の際に農具と家具を一式、移住支度金が与えられ、これは兵のものになる。さらに満三年の間、日割や月割で計算される米と金が支払われる。給与は屯田の家宅に入ったときから満三年で打ち切られる。この期間中の病気や死亡に際しては医薬と埋葬料が支給される。軍功死傷の功賞は一般の軍隊に準じる。

### 屯田兵諸官の職務
会計事務は中隊長と大隊付の勘定方（会計方）が担当する。武器の検査は分隊付の軍曹が担当する。編制上は大隊で独立部隊として完結するが、日常的には中隊が一つの兵村の単位となった。